# Поликарпова, Валентина Гавриловна
Валенти́на Гаври́ловна Полика́рпова (1917—1980) — советский архитектор, автор проектов пяти станций и трёх наземных вестибюлей Московского метрополитена.

## Биография
Родилась в 15 апреля 1917 года в семье Гаврила Николаевича и Елизаветы Михайловны Поликарповых. Отец в 1920-е годы занимал должность заведующего производственным отделом Краснопресненского совета. Вместе с родителями, братом Александром и мужем Львом Шелаевым многие годы жила в Москве в одной из коммунальных квартир знаменитого «булгаковского» дома №10 по Большой Садовой улице.
В 1941 году окончила Московский архитектурный институт. В 1947 году вступила в Союз архитекторов СССР. В 1949 году окончила институт Марксизма-Ленинизма.
Умерла 4 октября 1980 года.

## Проекты
Работая архитектором в институте «Метрогипротранс», спроектировала станции Московского метрополитена:
| Название станции                    | Линия | Год запуска | Соавторы                                   |
| ----------------------------------- | ----- | ----------- | ------------------------------------------ |
| Арбатская (наземный вестибюль)      | @3    | 1953        | Ю. Зенкевич Л. Поляков                     |
| Смоленская (наземный вестибюль)     | @4    | 1958        | А. Марова                                  |
| Ленинский проспект                  | @6    | 1962        | А. Стрелков Ю. Вдовин Н. Алёшина А. Марова |
| Волгоградский проспект              | @7    | 1966        | А. Марова                                  |
| Третьяковская                       | @6 @8 | 1971        | А. Марова                                  |
| Баррикадная (с наземным вестибюлем) | @7    | 1972        | А. Стрелков                                |
| Беляево                             | @6    | 1974        | В. Клоков Л. Попов                         |

Также в соавторстве с А. Ф. Стрелковым спроектировала эскалаторную галерею станции «Ленинские горы» (открыта в 1959 г.; разобрана, открыта после реконструкции в 2022 г.).

## Семья
Муж — Лев Алексеевич Шелаев (1915— ?), начальник отдела Метрогипротранса.